# Ceratophora
Genre
Ceratophora est un genre de sauriens de la famille des Agamidae.

## Répartition
Les cinq espèces de ce genre sont endémiques du Sri Lanka.

## Liste des espèces
Selon The Reptile Database (13 janvier 2016) :
- Ceratophora aspera Günther, 1864
- Ceratophora erdeleni Pethiyagoda & Manamendra-Arachchi, 1998
- Ceratophora karu Pethiyagoda & Manamendra-Arachchi, 1998
- Ceratophora stoddartii Gray, 1834
- Ceratophora tennentii Günther, 1861

## Publication originale
- Gray, 1835 : Illustrations of Indian Zoology, chiefly selected from the collection of Major-General Hardwicke. vol. 2, p. 1-263 (texte intégral).